# 劉成軍
劉 成軍（りゅう せいぐん、1950年 - ）は中華人民共和国解放軍の軍人、中国解放軍上将。

## 概要
1950年山東省菏沢市成武県生まれ。1968年に人民解放軍に入隊、当初は陸軍高射砲部隊の所属であったが空軍の航空要員に選抜される。1993年、福州の中国人民解放軍空軍第8軍軍長。2003年7月、南京軍区副司令員兼同軍区空軍司令員。2004年12月、解放軍空軍副司令員。同年、空軍中将。
2007年、軍事科学院院長。2010年7月19日、胡錦濤によって上将に任命された。2014年12月退役。
2015年2月28日、第十二届全国人民代表大会にて教育科学文化衛生委員会副主任委員に任ぜられる。

## 来歴
- 1996年7月 空軍少将に昇進
- 2004年7月 空軍中将に昇進
- 2010年7月 空軍上将に昇進